# СБПэй
СБПэй — система мобильных платежей на базе Системы быстрых платежей (СБП) Банка России. Разработана Национальной системой платёжных карт и внедрена в апреле 2021 года как мобильное приложение для оплаты товаров и услуг в розничных магазинах и через интернет с использованием способов оплаты, доступных в СБП. 
По указанию Банка России с 1 апреля 2022 год все банки — участники СБП обязаны были обеспечить гражданам возможность оплаты через СБПэй (позже срок был перенесен на 1 июля 2022 года). К марту 2022 года к СБПэй были подключены около 100 российских банков.
Российскими СМИ рассматривается как предполагаемый аналог сервисов безналичной оплаты Google Pay и Apple Pay, которые стали недоступны в России из-за санкций 2022 года.
Изначально установка СБПэй была доступна на Android-смартфонах версии не ниже 6.0 и на смартфонах на базе iOS версии не ниже 13. По состоянию на октябрь 2024 года приложение может быть установлено на Android версии 7.0 и выше.

## История
Банк России обосновывал внедрение приложения СБПэй необходимостью минимизации затрат кредитных организаций России на создание собственных мобильных приложений и расширением конкуренции на рынке платежных услуг.
Система СБПэй была запущена НСПК в апреле 2021 года как мобильное приложение для оплаты товаров и услуг в розничных магазинах и интернете с использованием способов оплаты, поддерживаемых в Системе быстрых платежей (QR-код, кнопка на сайте, платёжная ссылка). Позже в приложении также появилась возможность бесконтактной оплаты на основе технологии NFC.
Согласно указанию Банка России, с 1 апреля 2022 кредитные учреждения — участники НСПК обязаны обеспечить клиентам возможность оплачивать покупки и услуги с помощью СБПэй, 31 марта по этому требованию крупнейшим банкам была предоставлена отсрочка до 1 июля.
На 31 октября 2022 года к сервису СБПэй подключился 171 российский банк, из 13 системно значимых не подключился лишь Альфа-банк.
В октябре 2024 года НСПК презентовала собственное платёжное технологическое решение «Волна» как часть приложения СБПэй. Решение позволит оплачивать покупки бесконтактным способом пользователям смартфонов на базе Android и iOS через Bluetooth. Решение может быть встроено в платёжный сервис или мобильное банковское приложение. 